# Glossanodon polli
Glossanodon polli är en fiskart som beskrevs av Cohen, 1958. Glossanodon polli ingår i släktet Glossanodon och familjen guldlaxfiskar. Inga underarter finns listade i Catalogue of Life.